# MBO (小説)
MBO: マネジメント・バイアウトは、日本の弁護士・作家である牛島信によって執筆された経済小説。企業買収、経営権争奪、MBO（マネジメント・バイアウト）を題材にした作品であり、実際のビジネス環境を背景にしたリアルな描写が特徴である。

## 概要
本作は、企業の経営権を巡る争いを描いたビジネス小説であり、主人公が経営陣と投資家とともにMBOを試みる中で繰り広げられる駆け引きを中心にストーリーが展開される。企業買収の手法や、内部の権力闘争、法律・金融の知識が織り交ぜられたリアリティのある描写が評価されている。

## あらすじ
大手企業の幹部である主人公は、突如として経営陣からの退任を迫られる。これに対抗するために、MBO（マネジメント・バイアウト）を決意し、資本家と協力して経営権を獲得しようとする。しかし、その過程で敵対的買収を仕掛ける勢力や、法的な障壁、社内外の圧力といった多くの試練が待ち受けていた。

## 映像化
2007年にWOWOWにより、三上博史主演で『MBO（マネジメント・バイアウト）〜経営権争奪・企業買収の行方〜』のタイトルでテレビドラマ化された。